# Loto (vattendrag i Kongo-Kinshasa)
Loto är ett vattendrag i Kongo-Kinshasa, som tillsammans med Lokedi bildar Salonga. Ibland räknas Lokedi eller Loto – helt eller delvis – som Salongas övre lopp. Loto rinner genom provinserna Sankuru och Tshuapa, i den centrala delen av landet, 800 km öster om huvudstaden Kinshasa. En del av vattendraget ingår i gränsen mellan provinserna.